# Nicola Guidi di Bagno
Pour les articles homonymes, voir Guidi.
Nicola Guidi di Bagno (né en 1583 à Mantoue, en duché de Mantoue, et mort le 27 août 1663 à Rome) est un cardinal italien du XVIIe siècle. Il est le frère du cardinal Gianfrancesco Guidi di Bagno (1627) et le neveu du cardinal Girolamo Colonna (1627), par sa mère.

## Biographie
Nicola Guidi di Bagno se marie avec Teodora Gonzaga et est général des troupes du pape à Marches d'Ancône. Il entre dans l'état ecclésiastique après la mort de sa femme et est nommé nonce apostolique en Toscane (en) en 1644. Il est nonce en France de 1644 à 1656. Guidi est un ami de René Descartes.
Le pape Alexandre VII le crée cardinal lors du consistoire du 9 avril 1657. Il est transféré au diocèse de Senigallia en 1657.

## Succession apostolique
Nicola Guidi di Bagno a ordonné les évêques suivants :
- Évêque Roger d'Aumont (1645)
- Évêque Alphonse III d'Elbène (1647)
- Évêque Philibert-Emmanuel de Beaumanoir de Lavardin (1649)
- Archevêque François de Harlay de Champvallon (1651)